# Madison (Wisconsin)

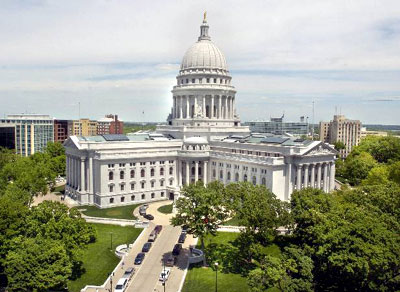
Seu del govern de Wisconsin, a Madison.

Madison és la capital de l'estat de Wisconsin als Estats Units d'Amèrica, i ja ho havia estat del Territori de Wisconsin entre els anys 1838 i 1848). En el cens de l'any 2000 tenia 208.054 habitants, essent la segona ciutat més poblada de l'estat.
Madison es troba al Comtat de Dane i és coneguda pel fet de ser la seu de la Universitat de Wisconsin. Juntament amb les poblacions properes l'àrea metropolitana de Madison contava segons el cens de l'any 2000 amb 366.950 persones.
La ciutat és anomenada de vegades la “ciutat dels quatre llacs” a causa dels llacs Mendota, Monona, Wingra i Waubesa que la circumden. El centre de Madison està situat en un istme entre els llacs Mendota i Monona. Els llacs es connecten a través del riu Yhara amb el llac Kegonsa. El flux del riu Yahara desemboca en el Rock River i finalment en el riu Mississipi.

## Personatges il·lustres
- John Bardeen (1908 - 1991) físic, guardonat dos cops amb el Premi Nobel de Física (1956 i 1972).
- Max Mason (1877-1961) matemàtic, president de la universitat de Chicago i constructor de l'Observatori Palomar.